# پوسته صفحه‌کلید

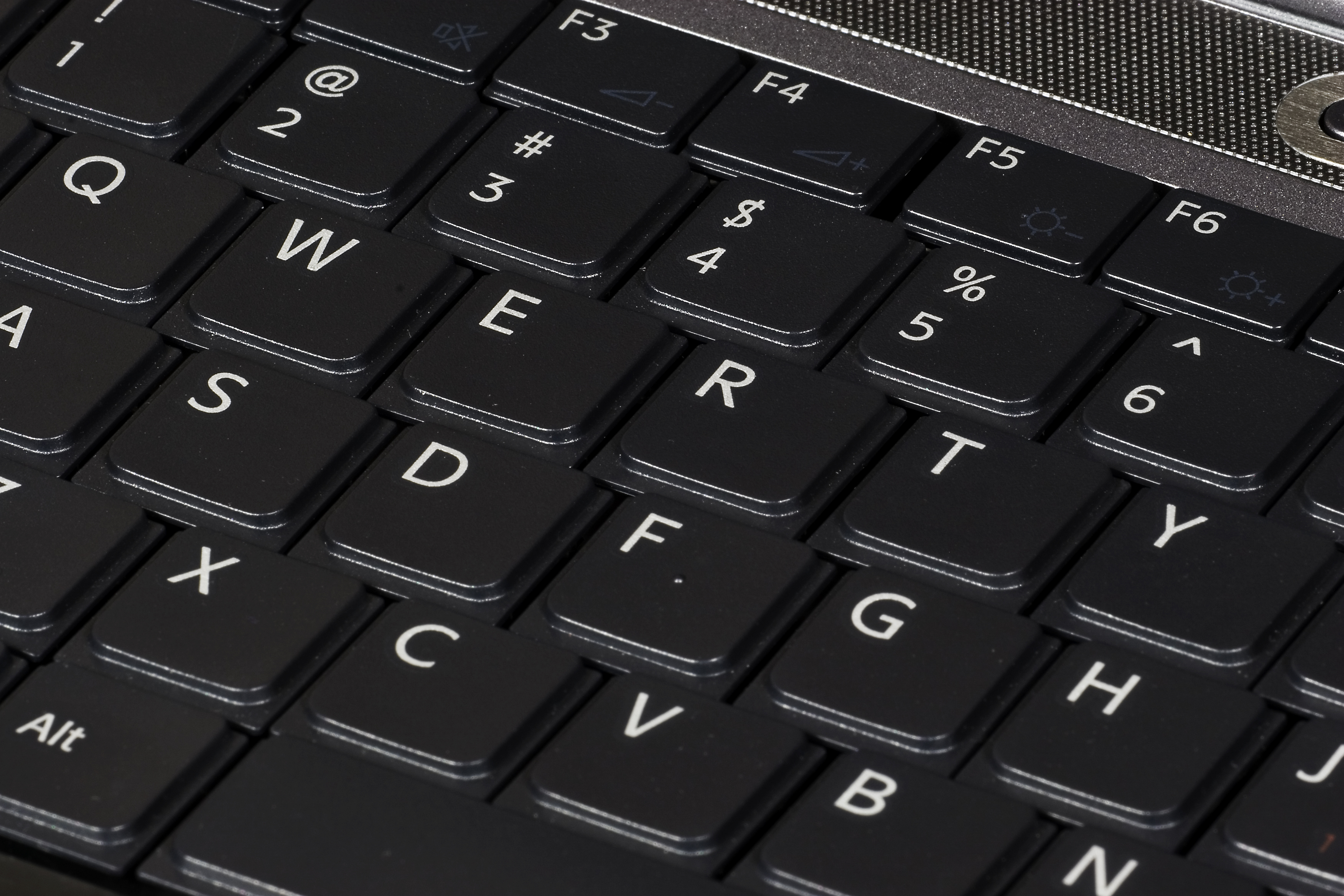
صفحه‌کلید کورتی در یک لپ‌تاپ.

پوسته صفحه کلید (به انگلیسی: Keyboard layout) به هرگونه چیدمان مکانیکی، دیداری، یا عملی از کلیدها، علائم، یا ارتباط کلیدها و معانیشان در یک رایانه، ماشین تحریر، یا دیگر صفحه‌کلیدهای تایپوگرافیک گفته می‌شود.
منظور از جانمایی مکانیکی محل قرار گرفتن کلیدهای یک صفحه‌کلید است. جانمایی دیداری به برچسب‌ها، نشانه‌گذاری‌ها و نقوشی که روی کلیدهای یک صفحه‌کلید قرار می‌گیرند گفته می‌شود. جانمایی عملکرد چیدمان رابطهٔ بین کلیدها و معانیشان است که در نرم‌افزار مشخص می‌شود.
بسیاری از صفحه‌کلیدها به گونه‌ای طراحی شده‌اند که به جای ارسال مستقیم نویسه‌ها، کدهایی متناظر با هر کلید را پس از فشرده‌شدن آن کلید به سیستم‌عامل می‌فرستند. این کار باعث می‌شود تا بتوان صفحه‌کلیدهای فیزیکی را به صورت پویا به هر تعداد جانمایی مسیردهی کرد—بدون نیاز به تغییر در اجزای سخت‌افزاری و تنها با تغییر در نرم‌افزاری که کلیدها را تفسیر می‌کند.
معمولاً کاربران پیشرفته این امکان را دارند که عملکرد صفحه‌کلید را تغییر دهند و برای این کار برنامه‌های طرف سومی برای تغییر یا گسترش عملکردهای صفحه‌کلید وجود دارد.